# Big Man Plans
Big Man Plans — ограниченная серия комиксов, которую в 2015 году издавала компания Image Comics.

## Синопсис
Серия написана в жанре криминальной драмы.

### Выпуски
| № | Дата выхода   | Оценка на Comic Book Roundup    | Предполагаемый объём продаж (первый месяц) |
| - | ------------- | ------------------------------- | ------------------------------------------ |
| 1 | 4 марта 2015  | 8,4 из 10 на основе 20 рецензий | 16 371, позиция в Северной Америке — 132   |
| 2 | 8 апреля 2015 | 9,1 из 10 на основе 8 рецензий  | 10 938, позиция в Северной Америке — 228   |
| 3 | 3 июня 2015   | 8,8 из 10 на основе 9 рецензий  | 8 961, позиция в Северной Америке — 189    |
| 4 | 8 июля 2015   | 8,5 из 10 на основе 10 рецензий | 8 933, позиция в Северной Америке — 229    |

### Сборники
| Название      | Тип            | Дата выхода    | Собранный материал | Кол-во страниц | ISBN                      | Предполагаемый объём продаж (первый месяц) |
| ------------- | -------------- | -------------- | ------------------ | -------------- | ------------------------- | ------------------------------------------ |
| Big Man Plans | Мягкая обложка | 2 декабря 2015 | Big Man Plans #1-4 | 120            | 9781632156228, 1632156229 | 1 893, позиция в Северной Америке — 33     |

## Отзывы
На сайте Comic Book Roundup серия имеет оценку 8,7 из 10 на основе 47 рецензий. Мэтт Литтл из Comic Book Resources, обозревая дебют, написал, что «Big Man Plans #1 стоит посмотреть». Рецензент из Comics Bulletin посчитал, что «Пауэлл — идеальный художник для такого рода серий». Оскар Малтби из Newsarama дал первому выпуску 9 баллов из 10 и отметил, что «Big Man Plans #1 не очень хороший комикс, но определённо качественный».